# 揚皮爾區

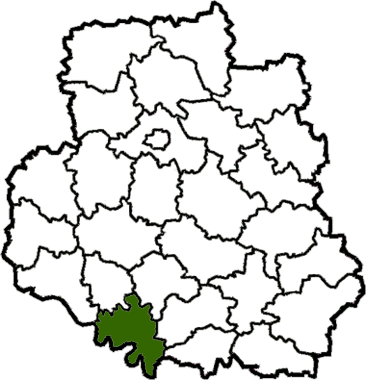
揚皮爾區在文尼察州的位置

揚皮爾區（烏克蘭語：Ямпільський район）是位於烏克蘭西南部文尼察州的舊區，行政中心設於揚皮爾，並於2020年被撤銷。該區面積790平方公里，2013年人口41,530，人口密度每平方公里52.57人。
该区在2020年乌克兰行政区划改革中被撤销。